# Agilbert de Narbona
Agilbert fou vescomte de Narbona vers 821-832. Va succeir a Quixilà i el seu successor fou probablement Alfons. Apareix esmentat en un document datat al vuitè any de Lluís el Pietós, o sigui el 822, quan jutjava una reclamació de l'abat Joan de l'abadia de Caunes que reivindicava unes terres a l'illa de Lec al territori de Narbona, entre la mar i els estanys, que li eren disputades. El vescomte va admetre la prova presentada per l'abat consistent en el jurament de testimonis a l'església de Sant Julià Màrtir de Narbona, davant les relíquies del sant.